# Олеандомицин
Олеандомицин (Oleandomycin) — антибиотик, природный 14-членный макролид, близкий по химической структуре к эритромицину. IUPAC название: (3R,5R,6S,7R,8R,11R,12S,13R,14S,15S)-14-((2S,3R,4S,6R)-4-(dimethylamino)-3-hydroxy-6-methyltetrahydro-2H-pyran-2-yloxy)-6-hydroxy-12-((2R,4S,5S,6S)-5-hydroxy-4-methoxy-6-methyltetrahydro-2H-pyran-2-yloxy)-5,7,8,11,13,15-hexamethyl-1,9-dioxaspiro[2.13]hexadecane-4,10-dion. Олеандомицин впервые был выделен в 1954 году из актиномицета Streptomyces antibioticus. Хорошо растворяется в воде. Более устойчив в кислой среде, чем эритромицин.

## Фармакологическое действие
Антибактериальное средство из группы макролидов. Оказывает бактериостатическое действие, максимально выраженное в щелочной среде. Олеандомицин нарушает синтез белка на уровне 50S-единицы рибосом, в результате развивается торможение реакции транслокации аминоацильного радикала и образования инициаторных комплексов.
Спектр действия включает как грамположительные:
Staphylococcus spp., продуцирующие и непродуцирующие пенициллиназу;
Streptococcus spp. (в том числе
Streptococcus pneumoniae),
Bacillus anthracis,
Corynebacterium diphtheriae,
так и грамотрицательные микроорганизмы:
Neisseria gonorrhoeae,
Haemophilus influenzae,
Bordetella pertussis,
Brucella spp.,
Legionella spp.,
Mycoplasma spp.,
Chlamydia spp.,
Treponema spp.,
Rickettsia spp.

## Показания
Бактериальные инфекции: пневмония, скарлатина, дифтерия, коклюш, трахома, бруцеллез, тонзиллит, отит, синусит, ларингит, гнойный холецистит, флегмона, остеомиелит; стафилококковый, стрептококковый и пневмококковый сепсис и др. заболевания, вызванные чувствительными возбудителями.

## Противопоказания
Гиперчувствительность, желтуха (в анамнезе), печеночная недостаточность.
C осторожностью. Беременность, период лактации.

## Побочные действия
Аллергические реакции (кожный зуд, крапивница, ангионевротический отек), тошнота, рвота, диарея, нарушения функции печени.

## Способ применения и дозы
Внутрь, после еды, по 0,25—0,5 г/сут. в 4—6 приемов. Высшая суточная доза для взрослых — 2 г. Суточная доза для детей в возрасте до 3 лет — 0,02 г/кг; от 3 до 6 лет — 0,25—0,5 г; от 6 до 14 лет — 0,5—1 г; старше 14 лет — 1,0—1,5 г/сут. Курс лечения — 5—7 дней.

## Особые указания
Является устаревшим макролидом и практически не применяется в настоящее время. Однако зарегистрирован в качестве комбинированного препарата Олететрин(олеандомицин+тетрациклин).

## Взаимодействие
Рекомендуется сочетание с новобиоцином, тетрациклином, хлорамфениколом и нитрофуранами. Допустимо сочетание с аминогликозидами, леворином, нистатином, сульфаниламидами.